# Батталья, Джон
Джон Дэвид Батталья-младший (2 августа 1955 года — 1 февраля 2018 года) — американский бухгалтер, который был казнён за убийство двух своих дочерей в 2 мая 2001 года, которое он совершил, чтобы отомстить своей бывшей жене Мэри Джин Перл.

## Биография
Батталья избивал свою первую жену Мишель Гетти. После того, как в 1999 году он избил свою вторую жену, Перл, она ушла от него, подала на развод и забрала дочерей с собой; Батталью осудили на 2 года условно с запретом контактировать с Перл, однако он неоднократно нарушал этот запрет и звонил ей с угрозами. Перл разрешала Батталье иногда видеться с детьми. 2 мая 2001 года Джон Батталья навестил своих дочерей в доме бывшей жены, ушедшей за покупками. Он взял их с собой и отвёл в свой дом, после чего позвонил Перл. Она включила громкую связь и услышала как Батталья стреляет в девочек. Позднее он был арестован у тату-салона, в котором уже успел сделать татуировку — две алые розы с именами убитых. Позднее полиция обнаружила в доме у Баттальи целый склад оружия.
Джон Батталья был приговорён к смертной казни. В тюрьме Батталья много читал и изучал материалы, которые могли бы помочь ему избежать уголовной ответственности. Его адвокаты безуспешно пытались опротестовать смертный приговор.
Батталья был казнён 1 февраля 2018 года. Его последние слова были обращены к бывшей жене: «Ну что ж, привет, Мэри Джин! О, я чувствую это… Мы увидимся с тобой на той стороне, дорогая, пока!».